# Александр де Пари
Александр де Пари (фр. Alexandre de Paris), при рождении Луи Александр Раймон [фр. Louis Alexandre Raimon]; 6 сентября 1922, Сен-Тропе, Франция — 12 января 2008) — французский парикмахер.
Своё обучение начал в салоне Antoine в Каннах, где познал основы парикмахерского мастерства с 16 лет.
В 1944 году состоялась встреча Александра и Иветты Лабрусс (бывшей мисс Франции). Она пригласила Александра быть парикмахером на своей свадьбе с Ага-Ханом III. Для этой свадьбы он создал шиньон, который произвёл фурор. Позже он создавал такие шиньоны для показов модных домов Chanel, Yves Saint Laurent, Dior, Givenchy, Gaultier и т. д. В 1957 году Александр открыл свой первый салон в Париже.
Его клиентами были Грейс Келли, Мария Каллас, Одри Хепбёрн, Элизабет Тейлор, Роми Шнайдер, Грета Гарбо, София Лорен и многие другие.
С 1978 по 1993 годы Александр де Пари возглавлял «Intercoiffure Mondiale» — Всемирную федерацию парикмахеров. Дважды — в 1963 и 1969 годах — ему вручалась самая престижная премия в области моды во Франции, а в 1992 году де Пари получил Орден Почётного Легиона. Ему присвоили множество прозвищ: «д’Артаньян прически», «Сфинкс прически», «Принц парикмахерского искусства».
В 1970 году с легкой руки Альбера Бемуара – племянника Жака Сустьеля, Александр де Пари начинает разработку линию аксессуаров для волос. В 1971 году вышла первая коллекция. Так появились неповторимые вещи – обработанные вручную, из высокопрочной пластмассы родоид, украшенные драгоценными камнями, бриллиантами и жемчугом, инкрустированные дорогими породами дерева. Марка «Alexandre de Paris» становится символом настоящего французского шика и синонимом роскошного излишества.
В 1983 году именно Александр де Пари разрабатывает столько популярную заколку-краб, которая произвела настоящий фурор и по сей день присутствует в арсенале каждой девушки и женщины.
В 1986 году представлено еще одно изобретение именитого парикмахера – шушу (широкие резинки - обшитые тканью).